# サニーデパート
サニーデパートは、かつて北海道帯広市に存在していた百貨店である。1990年代に事実上、飲食店ビルへ業態変更し、後に建物名称もビルを所有する（デパートを運営していた）法人の名称である「坂本ビル」に改称している。

## 沿革

### 前史
- 1925年（大正14年） 現在地に前身である坂本勝玉堂（判子屋） 開業。
  - 後に、十勝石細工工芸品の販売・電材屋・洋装店も手掛ける。
  - 1950年（昭和25年） 2階にダンスホール坂本会館 開業。小説「冬の花火」（渡辺淳一著）にも登場。
  - 1967年（昭和42年）11月26日 ダンスホール坂本会館からの出火で、坂本勝玉堂 全焼。

### 本史
- 1969年（昭和44年）10月30日 寄合百貨店サニーデパート 開店。
- 1977年（昭和52年） 市内老舗書店が4階にテナント入居。
  - 1988年（昭和63年）3月 テナントから撤退・移転。
- 1985年（昭和60年） こどもデパート構想が検討されるも、諸般の事情で断念する。
- 1988年（昭和63年） 商号を「サニービル」に改称。

### 後史
- 1994年（平成6年） 商号を「坂本ビル」に改称。内装設備の大改装を行い、飲食店ビルへ業態変更。

## デパート時代の主なフロア構成
フロア総面積は、753.51m2（1440.46坪）。
| [icon] | この節の加筆が望まれています。 |

| [icon] | この節の加筆が望まれています。 |

## 主な入居テナント

### かつて入居していたテナント
- 田村書店
- クイーンズスタンプ
- つうけんテレコン・ショップ ※ パソコン、電話機
- 99%
- カナディアンパーク

## その他
- かつて、下記箇所にも支店が存在していた。
  - 帯広駅（高架化前の先代駅舎） 地階フロア内
  - 帯広空港 1階フロア内
- DREAMS COME TRUE結成前（インディーズ時代）の吉田美和が北海道帯広柏葉高等学校を卒業する際（1984年3月10日・11日）、サニーデパート6階にあった大ホールで「Good bye High School　吉田美和　TAKE OFF CONCERT」と題した高校卒業記念ライブ・コンサートを催した[1]。